# Nerczyńsk
Nerczyńsk (ros. Нерчинск, Nierczinsk) – miasto w Federacji Rosyjskiej (w Kraju Zabajkalskim), nad Nerczą (dopływ Szyłki).
Założone w 1654 jako ośrodek handlu futrami i warownia, w której w 1689 Rosja zawarła z Chinami pierwszy traktat regulujący granicę między obu państwami; od 1696 miasto i siedziba okręgu górniczego (srebro, ołów), należącego do dóbr rządowych (od 1704); na obecnym miejscu od 1812. Od 1826 do 1917 kolonia katorżnicza (w jej skład wchodziły m.in. więzienia algaczyńskie, akatujskie, zarentujskie, malcewskie i nad Karą – wydobycie złota), gdzie więziono m.in. dekabrystów, powstańców polskich z 1831 i 1863 oraz narodników. Znajdował się tu kościół z polskimi tablicami memoratywnymi.
W ZSRR siedziba powiatu czytyjskiego, rejon łagrów. W 1992 17 tysięcy mieszkańców; kombinat mięsny; muzeum krajoznawcze.
Wzmiankowany w piosence sybirackiej, uwiecznionej między innymi w powieści Mistrz i Małgorzata („Szyłka i Nerczyńsk nie straszne nam dziś…”).